# Gratiot (Ohio)
Pour les articles homonymes, voir Gratiot.
Gratiot est un village américain situé dans les comtés de Licking et de Muskingum, dans l'Ohio. Selon le recensement de 2010, sa population est de 221 habitants.